# Paula und die wilden Tiere
Paula und die wilden Tiere ist eine deutsche Kinderserie über das Leben wilder Tiere mit der Schauspielerin Grit Paulussen in der Rolle der Wildlife-Reporterin Paula Paulussen. Die Serie wurde vom BR im Auftrag der ARD produziert. Ausführende Produktionsfirma war Text und Bild Medienproduktion.
Im Jahr 2013 wurde die Sondersendung Paula und die wilden Bären produziert. In dem Spinoff Paula und die wilden Lieder singt Paula kindgerechte Songs zum Mitmachen und Tanzen  über ihre Erlebnisse. Die Folge Ein Kamel zum Kuscheln wurde 2014 mit dem Kinderfernsehpreis Emil ausgezeichnet.
Der Vorgänger der Serie hieß Felix und die wilden Tiere und wurde von 2002 bis 2009 produziert. Die Nachfolgeserie heißt Anna und die wilden Tiere, von der es zwei Ableger gibt: Anna und die Haustiere sowie Anna und die wilden Lieder.
Es kam zu weiteren Nachfolgeserien im gleichen Format mit neuen jungen Tierreporterinnen: Pia und die wilden Tiere (seit Oktober 2020) und Nina und die wilden Tiere (seit April 2024).

## Episoden
| Folge | Titel                                      | Erstausstrahlung   |
| ----- | ------------------------------------------ | ------------------ |
| 1     | Eine Herde für Zebra Benny                 | 2. September 2012  |
| 2     | Abu und die Pavianbande                    | 9. September 2012  |
| 3     | Wie schnell rennt der Gepard?              | 16. September 2012 |
| 4     | Wie schlau ist der Fuchs?                  | 23. September 2012 |
| 5     | Ein Wildschwein zum Knuddeln               | 30. September 2012 |
| 6     | Hoch auf dem Elefanten                     | 7. Oktober 2012    |
| 7     | Die Possumbande                            | 14. Oktober 2012   |
| 8     | Wo ist die Wildkatze?                      | 21. Oktober 2012   |
| 9     | Hallo Erdmännchen!                         | 28. Oktober 2012   |
| 10    | Hopp hopp hopp – Springbock                | 4. November 2012   |
| 11    | Schnabeltier & Schnabeligel                | 11. November 2012  |
| 12    | Was macht der Leopard im Baum?             | 18. November 2012  |
| 13    | Was macht das Känguru im Baum?             | 25. November 2012  |
| 14    | Abhängen mit den Flughunden                | 2. Dezember 2012   |
| 15    | Wer ist der oberste Dingo?                 | 9. Dezember 2012   |
| 16    | Wie Löwen leben                            | 16. Dezember 2012  |
| 17    | Der Luchs im Schnee                        | 23. Dezember 2012  |
| 18    | Wer heißt hier Karakal?                    | 30. Dezember 2012  |
| 19    | Komm kuscheln, Koala!                      | 6. Januar 2013     |
| 20    | Wie versteckt sich ein Elefant?            | 13. Januar 2013    |
| 21    | Adler, Geier & Co.                         | 20. Januar 2013    |
| 22    | Ganz nah am Nashorn                        | 3. Februar 2013    |
| 23    | Wo wohnt der Dachs?                        | 10. Februar 2013   |
| 24    | Wie böse ist der Wolf?                     | 17. Februar 2013   |
| 25    | Ein Kasuar für den Regenwald               | 24. Februar 2013   |
| 26    | Die Eule mit dem Superohr                  | 3. März 2013       |
| 27    | Wie wäscht der Waschbär?                   | 10. März 2013      |
| 28    | Hüpfen wie ein Känguru                     | 27. Januar 2013    |
| 29    | Kopf hoch, Giraffe!                        | 14. April 2013     |
| 30    | Wenn Krokodile Babys haben                 | 28. April 2013     |
| 31    | Im Reich der Antilopen                     | 5. Mai 2013        |
| 32    | Vorsicht, Schlange!                        | 26. Mai 2013       |
| 33    | Leon, das Chamäleon                        | 2. Juni 2013       |
| 34    | Piggy, das Warzenschwein                   | 7. Juli 2013       |
| 35    | In der Affenschule                         | 28. Juli 2013      |
| 36    | Achtung Büffel                             | 11. August 2013    |
| 37    | Familie Klippschliefer                     | 25. August 2013    |
| 38    | Raus zum Strauß                            | 8. September 2013  |
| 39    | Ein Kamel zum Kuscheln                     | 22. September 2013 |
| 40    | Das Lachen der Hyäne                       | 13. Oktober 2013   |
| 41    | Eine Sandbank voller Robben                | 27. Oktober 2013   |
| 42    | Ein Otter namens Nemo                      | 10. November 2013  |
| 43    | Kuscheln mit dem Stachelschwein            | 24. November 2013  |
| 44    | Bärengeschwister (1) – Die erste Begegnung | 24. Dezember 2013  |
| 45    | Bärengeschwister (2) – Erster Ausflug      | 24. Dezember 2013  |
| 46    | Bärengeschwister (3) – Bärenärger          | 25. Dezember 2013  |
| 47    | Bärengeschwister (4) – Bärenhunger         | 25. Dezember 2013  |
| 49    | Der Biber und seine Burg                   | 12. Januar 2014    |
| 48    | Bärengeschwister (5) – Bärenabschied       | 4. März 2014       |
| 50    | Wie Schildkröten Eier legen                | 9. März 2014       |
| 51    | Fit wie ein Faultier                       | 13. April 2014     |
| 52    | Warum nickt der Leguan?                    | 18. Mai 2014       |
| 53    | Wie brüllt der Brüllaffe?                  | 14. September 2014 |
| 54    | Die bunten Vögel Costa Ricas               | 28. September 2014 |

| Folge | Titel                                                         | Erstausstrahlung  |
| ----- | ------------------------------------------------------------- | ----------------- |
| 1     | Die Löwin rennt                                               | 30. Dezember 2013 |
| 2     | Was mag der Dachs? Ein Lied über den Dachs, den faulen Marder | 4. August 2014    |
| 3     | Hey ihr Bären!                                                | 5. August 2014    |
| 4     | Was reimt sich auf Giraffe?                                   | 7. August 2014    |
| 5     | Der Fuchs hat keine Gans gestohlen                            | 8. August 2014    |
| 6     | Kara-Kara-Karakal                                             | 11. August 2014   |
| 7     | Die Tiere sind meine Welt                                     | 12. August 2014   |